# Bacchisa medioviolacea
Bacchisa medioviolacea là một loài bọ cánh cứng trong họ Cerambycidae.